# Dieu reçoit
Dieu reçoit était un talk-show québécois animé par Claude Legault et diffusé initialement les mardis soirs à 19 heures, puis les vendredis soirs à 22 heures 30, entre le 16 février 1999 et le 23 avril 1999, sur les ondes de Télévision Quatre-Saisons. L'émission a été annulée à la suite de pressions de certains groupes religieux catholiques québécois.

## Concept
Chaque semaine, un membre de la colonie artistique québécoise est invité par Dieu à visiter le Paradis et à rencontrer son conseil d'administration.

## Fiche technique
- Titre original : Dieu reçoit
- Réalisation : Pierre Théorêt
- Producteur : Dominique Chaloult
- Scénario : Pierre-Yves Bernard, Claude Legault, Jean-François Léger, Jean-François Mercier
- Société de production: Productions Coscient inc.
- Langue originale : français
- Pays de production :  Canada

## Distribution

### Interprètes principaux
- Claude Legault : Dieu
- Didier Lucien : Jean-Michel
- Louis Champagne : Saint-Pierre
- France Parent : Nicole

### Interprètes invités
- Stéphane Crête
- Guillermina Kerwin
- Marie-Chantal Perron
- Réal Bossé
- Michèle Deslauriers
- Nico Gagnon
- Pierre Guimont
- Patrice Robitaille
- Marie-Hélène Thibault
- Paul Houde
- Réal Houle
- Martin Laroche
- Yannick Marjot
- Christian Bégin
- Michel-André Cardin

## Historique

### La genèse deDieu reçoit
Le 19 juillet 1993, Claude Legault présente pour la première fois son personnage de Dieu lors du spectacle Jeunes pour rire au Théâtre St-Denis. Initialement apparaissant avec une barbe, il arrache celle-ci pour se transformer en une personne ordinaire délivrant des sermons vulgaires. Le numéro remporte un certain succès auprès du public.
Le 24 juillet 1994, Claude Legault présente son personnage lors d'un gala Juste pour rire animé par Yvon Deschamps. Le numéro est très bien accueilli par les journalistes présents, qui soulignent l'impact presque aussi important que celui de Deschamps en tant qu'animateur. 
Au mois de juillet 1996, Legault présente son spectacle intitulé Le Monde selon Dieu lors de la 14e édition du festival Juste pour rire. L'évènement est présenté à l'Espace Go. Co-écrit avec Pierre-Yves Bernard, le spectacle explore la vision que Dieu aurait de l'humanité s'il décidait de rendre visite aux habitants de la Terre. Dieu est horrifié par les comportements stupides de ses protégés. Sur scène, Legault est accompagné des comédiens Louis Champagne et Guillermina Kurwin, tandis que la direction musicale est assurée par Jean-Claude Marsan. 
La réception critique du spectacle est mitigée, avec des moments hilarants et une énergie présente, mais également des numéros décevants et une inégalité globale dans la qualité du spectacle,. Le spectacle sera par la suite présenté à Sherbrooke et Montréal entre 1996 et 1997, attirant plus de 10 000 spectateurs.

### L'arrivée deDieu reçoit
En août 1998, Télévision Quatre-Saisons annonce que, à partir de janvier 1999, les mardis soirs de la programmation seront dédiés à l'humour. Parmi les nouveautés annoncées, on retrouve Dieu reçoit, un talk-show humoristique qualifié de « céleste » par les journalistes. Également au programme, un autre talk-show controversé intitulé Black-out au Lion d'or et un doublage québécois de la série d'animation américaine King of the Hill, rebaptisée Henri pis sa gang. Luc Doyon, vice-président à la programmation de TQS, déclare que la programmation sera audacieuse et que la chaîne assumera les conséquences potentielles de ces émissions.
En février 1999, la date de diffusion du premier épisode de Dieu reçoit est annoncée pour le 16 février à 19 heures. La première saison de l'émission est prévue pour comprendre 13 épisodes. L'humoriste Guy A. Lepage est annoncé comme le premier invité. À l'époque, Claude Legault exprime sa confiance quant à la réception favorable de Dieu reçoit par le public, soulignant l'absence de controverse lors des représentations de son spectacle Le Monde selon Dieu.

« Les gens sont beaucoup plus intelligents qu'on ne le croit. Ils savent très bien que je ne ris pas de Dieu mais plutôt des hommes. Dieu observe l'espèce humaine et se demande s'il n'a pas créé le monde trop vite. Il veut lâcher la job, donner ça à son fils, mais le fils, Jésus, ne veut rien savoir. Membre d'une famille dysfonctionnelle, Jésus préfère d'ailleurs son père adoptif (Joseph) et rêve de travailler le bois. »

— Claude Legault, La Presse

### Premières réserves et oppositions
Un visionnement de presse est organisé le 11 février. À la suite de cette séance, les journalistes affirment que le premier épisode de l'émission présente des imperfections. Ils notent que le concept n'est pas encore pleinement développé et qu'une partie des gags ne réussit pas à atteindre leur objectif. Malgré les réserves exprimées par les journalistes, Pierre-Yves Bernard, co-auteur de la série, se montre optimiste :

« On évolue en même temps que le concept et la compréhension de notre concept. [...] On ne tire pas de plaisir particulier à choquer les gens. L'émission est le reflet de ce qu'on est. Elle porte un regard critique sur la religion. Pourquoi ne pas désacraliser un peu les choses? »

— Pierre-Yves Bernard, La Presse
Au même moment, TQS commence à recevoir des lettres de protestation avant même la diffusion du premier épisode. 

## Accueil

### Accueil critique
À la suite de sa diffusion le 16 février, les journalistes se demandent qui est le public cible de l'émission et remettent en question la pertinence de l'adaptation de la pièce de théâtre en un talk-show télévisé.

« Bouffer du curé et de la religion, les Cyniques l'ont fait il y a 30 ans, à une époque où c'était subversif. Pour les jeunes auditeurs d'aujourd'hui, les références catholiques ne veulent plus rien dire et certains se demandent si l'Immaculée-Conception est le nom d'un nouveau groupe de rap. Ne restent finalement que les quelques véritables croyants, qui seront, avec raison, choqués dans leurs valeurs. »

— Paul Cauchon, Le Devoir
En conséquence, les journaux québécois reçoivent et publient des textes d'opinion provenant de groupes religieux qui demandent l'annulation de l'émission,. Ces groupes expriment leur désapprobation quant à la présence d'une telle émission sur une chaîne de télévision généraliste,.

« Ce fut tristement l'émission la plus dégradante que j'ai eu l'occasion de regarder concernant certaines valeurs de la foi catholique. On y dénotait aucune forme d'humour, mais plutôt un maladif plaisir à ridiculiser le sacré d'un croyant. »

— Abbé Pierre Gonneville, La Presse

« Si une émission comme Dieu reçoit portait sur le judaïsme ou sur l'islamisme, vivement et avec raison, les réactions se feraient sentir aussitôt dans ces communautés culturelles, et les journalistes auraient tôt fait de dénoncer l'émission comme « raciste ». [...] Nous ne pouvons croire qu'une telle émission se poursuivra durant treize semaines! Nous ne pouvions taire notre réaction. ÇA SUFFIT! »

— Un groupe de religieuses de la Résidence Pointe-Claire, La Presse
L'émission reçoit néanmoins l'appui du mouvement raëlien. Son fondateur, Raël, soutient que l'émission joue un rôle critique en remettant en question les anciens mythes qui ont eu un impact négatif sur la vie des individus pendant des générations.

### Cotes d'écoute
Lors de sa première, l'émission Dieu reçoit a attiré 847 000 spectateurs. Cependant, dès la deuxième émission, les audiences ont diminué de moitié pour atteindre 400 000 spectateurs. 

## Annulation de l'émission

### Entêtement et désengagement
Luc Doyon prend note des plaintes, mais affirme que l'émission est là pour rester. À ce stade, il n'est pas question d'annuler l'émission ni de modifier son contenu. Doyon envisage même la possibilité de donner une voix aux détracteurs de l'émission par le biais d'une émission spéciale. Parallèlement, l'attaché de presse de Jean-Claude Turcotte encourage les paroissiens mécontents à écrire au Conseil de la radiodiffusion et des télécommunications canadiennes, qui recevra un certain nombre de lettres. La productrice de l'émission, Dominique Chaloult, se sent dépassée par les événements.

« C'est sûr qu'on s'attendait à avoir des plaintes, mais pas à ce point-là. Ça nous dépasse un peu. D'autant plus qu'on a reçu des appels injurieux. Je ne comprends pas. Si on ne vaut pas un peu d'humour dans la vie, on ne vaut pas grand chose. Cette émission n'a pas été conçue pour choquer le monde. C'est un regard sur notre société à travers les yeux d'un personnage qui est Dieu. Je pense qu'elle est mal interprétée. On y voit une offense à la religion, ce n'est strictement pas ça. On veut juste faire un bon show de divertissement, c'est tout. »

— Dominique Chaloult, La Presse
Au mois de mars 1999, le commanditaire principal de l'émission, Labatt Bleue, annonce son retrait. Isabelle Lavoie, directrice des communications de Labatt, explique que la compagnie ne voit plus l'intérêt d'être associée à une émission qui suscite la controverse. Elle maintient cependant que l'argent qui a été retirée de Dieu reçoit sera réaffectée ailleurs dans la programmation de la station.

### Changements et effondrement deDieu reçoit
À la suite de cet événement, la direction de TQS organise plusieurs réunions afin de discuter de l'avenir de Dieu reçoit et décider si l'émission doit rester à l'antenne. En plus de perdre son commanditaire principal, l'émission connaît une baisse de moitié de son auditoire entre la première et la deuxième émission.
À l'issue de ces réunions, la direction de TQS prend plusieurs décisions concernant l'émission. Tout d'abord, elle change l'horaire de diffusion. À partir du 12 mars, Dieu reçoit est déplacée du mardi à 19 heures au vendredi à 22 heures 30, immédiatement après la reprise de l'émission La fin du monde est à 7 heures. De plus, il est annoncé que la série ne compte pas les 13 épisodes initialement prévus, mais prend fin après la diffusion des 6 épisodes déjà enregistrés.
Finalement, l'émission est retirée des ondes après la diffusion du dernier épisode le 23 avril 1999.

## Épisodes
| № | # | Artiste invité      | Réalisation                                           | Première diffusion |
| - | - | ------------------- | ----------------------------------------------------- | ------------------ |
| 1 | 1 | Guy A. Lepage       | Pierre Théorêt                                        | 16 février 1999    |
| 2 | 1 | Ghislain Taschereau | Pierre Théorêt (studio) Stéphane Lapointe (extérieur) | 23 février 1999    |
| 3 | 1 | Marc Labrèche       | Pierre Théorêt (studio) Stéphane Lapointe (extérieur) | 9 mars 1999        |
| 4 | 1 | Michel Barrette     | Pierre Théorêt                                        | 16 mars 1999       |
| 5 | 1 | Jean-René Dufort    | Pierre Théorêt                                        | 26 mars 1999       |
| 6 | 1 | Pierre Legaré       | Pierre Théorêt (studio) Stéphane Lapointe (extérieur) | 9 avril 1999       |
| 7 | 1 | France Castel       | Pierre Théorêt (studio) Stéphane Lapointe (extérieur) | 16 avril 1999      |
| 8 | 1 | Martin Drainville   | Pierre Théorêt                                        | 23 avril 1999      |

## Postérité
- Claude Legault réapparaîtra dans le rôle de Dieu, aux côtés de Sylvain Larocque dans le rôle du Diable, lors de trois galas du Grand Rire de Québec. La première représentation a eu lieu en 2003 lors du gala intitulé « La Genèse ». Le deuxième gala, intitulé « Les Tentations », a eu lieu en 2004. Finalement, leur dernière collaboration s'est déroulée en 2012 lors du gala « Grandes premières »[19],[20],[21].